# Przedwiośnie

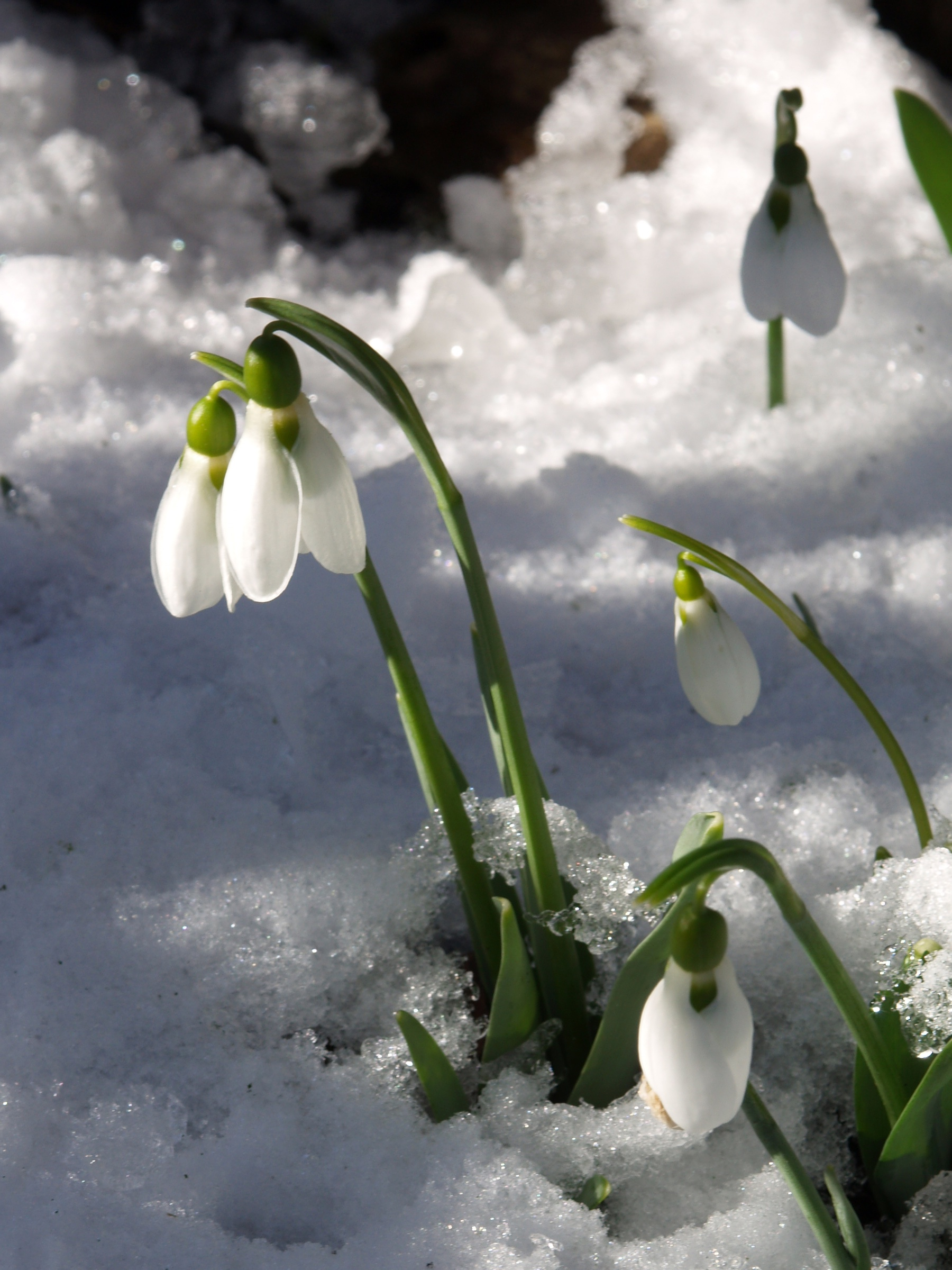
Przebiśnieg – jeden z symboli przedwiośnia.

Przedwiośnie – jedna z dwóch uzupełniających pór roku w przyrodzie, w strefie klimatu umiarkowanego (drugą uzupełniającą porą jest przedzimie).
Za przedwiośnie przyjmuje się okres roku na styku zimy i wiosny, w którym średnie  temperatury powietrza wahają się pomiędzy 0 a 5 °C (z tendencją wzrostową). Opad atmosferyczny jest umiarkowany, zazwyczaj ciekły, a jeśli stały (zamarznięty), to zanikający. Natomiast osad atmosferyczny jest obfity i we wszystkich rodzajach. Dzienna pora dnia jest podobnej długości trwania do pory nocnej.
O ile cztery podstawowe pory roku klimatu umiarkowanego (wiosna, lato, jesień, zima) są zarówno porami klimatycznymi, jak i astronomicznymi, to pory uzupełniające swoich astronomicznych odpowiedników nie mają. Są one powiązane jedynie z klimatem, i mają własny, charakterystyczny wpływ na przyrodę (a każda z nich – inny). Generalnie przedwiośnie jest okresem dodatnich temperatur powietrza, podczas gdy ziemia dopiero rozmarza.
Okres przedwiośnia, w odróżnieniu od przedzimia, charakteryzuje się wieloma intensywnymi przemianami w przyrodzie. Z powodu trwale utrzymujących się dodatnich temperatur powietrza następuje topnienie pokrywy śnieżnej i lodu. Następuje to od góry, przy zamarzniętym gruncie, a także zamarzniętych niektórych zbiornikach i ciekach wodnych. Woda z roztopów spływa głównie do cieków i zbiorników wodnych, a tylko w małym stopniu zwiększa wilgotność pól uprawnych. Jest za to przyczyną wylewów i powodzi wiosennych (nadmiar wody i zatory lodowe). Okres przedwiośnia jest okresem wschodów pierwszych roślin zielonych oraz budzenia się soków w roślinach wieloletnich. Dla roślin rocznych i dwuletnich niebezpieczne są wtedy przymrozki – gdy za dnia jest ciepło, a w nocy przychodzi z powrotem zamrożenie powierzchni ziemi. Jest to również okres niebezpieczny dla roślin o zdrewniałych pniach, gdyż z powodu różnicy temperatur zaczynają przedwcześnie krążyć soki w ich częściach nadziemnych przy ciągle jeszcze zamarzniętej części podziemnej (stąd bielenie drzew owocowych w sadach w celu ochrony przez nagrzewającym je ostrym wiosennym słońcem, a co za tym idzie w celu spowolnienia budzenia się tych roślin do życia). Przedwiośnie charakteryzuje się dość dużymi zmianami temperatur pomiędzy dniem i nocą w przypowierzchniowej części ziemi oraz w powietrzu, gdyż dzień jest już długi, Słońce stoi wysoko na niebie i mocno grzeje, występuje mało dni z dużym zachmurzeniem, a powierzchnia gruntu jest odsłonięta zarówno poprzez brak okrywy roślin zielonych, jak i brak liści krzewów i drzew. Dla przedwiośnia charakterystyczna jest również intensywna zmienność pogodowa (np. jednocześnie pada deszcz i świeci słońce), czego przejawem są porzekadła ludowe w marcu jak w garncu i kwiecień plecień, bo przeplata trochę zimy, trochę lata.

## Fenologia
Zaranie wiosny jest okresem budzenia się wegetacji ze spoczynku zimowego oraz początku prac polowych w rolnictwie. Charakterystycznym zjawiskiem zarania wiosny jest zakwitanie tych drzew, krzewów oraz bylin, których kwiaty rozwijają się przed rozwojem liści, a więc: leszczyny, wierzba iwa, olsza czarna, osika, białodrzew, wiąz pospolity, dereń właściwy, cis pospolity, z bylin przylaszczka pospolita, podbiał pospolity, zawilec gajowy, kaczeńce, śnieżyczka przebiśnieg, krokusy, wawrzynek wilczełyko. Pojawiają się pąki modrzewia. Na początku marca pszczoły w ciepły dzień dokonują pierwszego wiosennego oblotu. Pierwszym wiosennym motylem jest Rusałka wierzbowiec. W marcu trwa tarło pstrąga tęczowego, szczupaka i głowacza, zaczyna się okres tarła lipieni, okonia. W drugiej połowie marca gody rozpoczynają żaba trawna, grzebiuszka ziemna.
Przedwiośnie fenologiczne w Polsce zaczyna się czasami już w lutym lub w marcu, trwa zwykle do początku kwietnia.